# Cry of the Winged Serpent
Cry of the Winged Serpent es un telefilme estadounidense de acción y terror de 2005, dirigido por Jim Wynorski, que a su vez lo escribió junto a William Langlois, musicalizado por Chuck Cirino, en la fotografía estuvo Andrea V. Rossotto y los protagonistas son Adrian Alvarado, Robert Beltran y Maxwell Caulfield, entre otros. Este largometraje fue producido por Concorde-New Horizons y Glorioski Productions.

## Sinopsis
Un joven obtiene un amuleto con el cual puede invocar a una legendaria serpiente con alas, la emplea para hacer un ajuste de cuentas con los homicidas de su familia.